# 마리우스 보르 호이뷔
마리우스 보르 호이뷔(노르웨이어: Marius Borg Høiby, 1997년 1월 13일 ~ )는 노르웨이 왕실의 친척이다. 그는 유죄 판결을 받은 중범죄자 모텐 보르와의 이전 관계에서 태어난 메테마리트 셰셈 호이뷔의 아들이다. 호이비는 유명한 문학인의 이름을 따서 '리틀 마리우스'라는 별명으로 널리 알려진 왕실 역사상 첫 번째 의붓아들로 언론의 많은 관심을 받았다. 그는 평민이며 왕실은 "그는 공적인 역할을 할 수 없으며 공적인 인물이 아니다"라고 말했다. 그러나 그는 때때로 왕실의 가족 행사에 참여하기도 했다.